# Vanadi hexacarbonyl
Vanadi hexacarbonyl là một hợp chất vô cơ có công thức hóa học V(CO)6. Nó là một chất rắn dễ bay hơi màu xanh dương-đen. Hợp chất có khả năng phản ứng cao này được chú ý đến nhiều vì nó là một carbonyl hiếm phân lập được có tính thuận từ. Hầu hết các chất có công thức Mx(CO)y tuân theo quy tắc 18 electron, trong khi V(CO)6 có 17 electron hóa trị.

## Điều chế
Thông thường, V(CO)6 được điều chế theo hai bước thông qua V(CO)−
6 làm chất trung gian. Ở bước đầu tiên, VCl3 được khử bằng natri kim loại dưới CO (200 atm ở 160 °C). Dung môi cho quá trình khử này thường là diglyme, CH3OCH2CH  OCH2CH2OCH3. Triether này hòa tan muối natri, giống crown-ether:
4 Na + VCl3 + 6 CO + 2 diglyme → [Na(diglyme)2][V(CO)6] + 3 NaCl
Anion thu được bị oxy hóa bằng acid:
2 V(CO)−
6 + 2 H3PO4 → 2 V(CO)6 + H2 + 2 H
2PO−
4

## Phản ứng
Vanadi hexacarbonyl không bền với nhiệt. Phản ứng chính của nó là khử thành monoanion V(CO)−
6, các muối của chúng đã được nghiên cứu. Nó cũng dễ bị thay thế bởi các phối tử phosphine bậc ba, thường dẫn đến tự oxy hóa khử.
V(CO)6 phản ứng với các nguồn anion cyclopentadienyl để tạo ra phức hợp C5H5V(CO)4 (màu cam, nóng chảy ở 136 °C). Giống như nhiều hợp chất cơ kim trung hòa về điện tích, hợp chất có cấu trúc "nửa bánh sandwich" này rất dễ bay hơi. Trong quá trình chuẩn bị ban đầu của chất này, C5H5HgCl được sử dụng làm nguồn C
5H−
5.

## Cấu trúc
V(CO)6 có dạng hình học bát diện và có cấu trúc giống với chromi hexacarbonyl, mặc dù chúng có số lượng electron hóa trị khác nhau. Nghiên cứu tinh thể học tia X chỉ ra rằng phân tử bị biến dạng nhẹ với khoảng cách V–C ngắn hơn (1,993(2) Å) so với bốn (cân bằng) 2,005(2) Å. Mặc dù V(−I) có kích thước ion lớn hơn V(0), khoảng cách V–C trong V(CO)−
6 là 0,07 Å ngắn hơn so với tiền chất trung tính.